# Ішка Лока
Ішка Лока (словен. Iška Loka) — поселення в общині Іг, Осреднєсловенський регіон, Словенія. Висота над рівнем моря: 292,7 м.